# Panamao
Panamao is een gemeente in de Filipijnse provincie Sulu op het eiland Jolo. Bij de laatste census in 2007 had de gemeente bijna 50 duizend inwoners.

## Geografie

### Bestuurlijke indeling
Panamao is onderverdeeld in de volgende 31 barangays:
| - Asin - Bakud - Bangday - Baunoh - Bitanag - Bud Seit - Bulangsi - Datag - Kamalig - Kan Asaali - Kan Ukol | - Kan-Dayok - Kan-Sipat - Kawasan - Kulay-kulay - Lakit - Lower Patibulan - Lunggang - Parang - Pugad Manaul - Puhagan | - Seit Higad - Seit Lake - Su-uh - Tabu Manuk - Tandu-tandu - Tayungan - Tinah - Tubig Gantang - Tubig Jati - Upper Patibulan |

## Demografie
Panamao had bij de census van 2007 een inwoneraantal van 49.903 mensen. Dit zijn 13.997 mensen (39,0%) meer dan bij de vorige census van 2000. De gemiddelde jaarlijkse groei komt daarmee uit op 4,65%, hetgeen hoger is dan het landelijk jaarlijks gemiddelde over deze periode (2,04%). Vergeleken met de census van 1995 is het aantal mensen met 21.354 (74,8%) toegenomen.

De bevolkingsdichtheid van Panamao was ten tijde van de laatste census, met 49.903 inwoners op 107,57 km², 463,9 mensen per km².